# Jajkowice
Jajkowice – wieś w Polsce położona w województwie łódzkim, w powiecie rawskim, w gminie Sadkowice.
Wieś szlachecka położona była w drugiej połowie XVI wieku w powiecie bielskim ziemi rawskiej województwa rawskiego. W latach 1975–1998 miejscowość administracyjnie należała do województwa skierniewickiego.

## Historia
Dawna nazwa wsi (Słow. geogr.): Trebarzowska Wola (XVI w.), Jajkowa Wola.

## Zabytki
Według rejestru zabytków Narodowego Instytutu Dziedzictwa na listę zabytków wpisane są obiekty:
- zespół dworski, 1820:
  - dwór, nr rej.: 609 z 28.07.1983
  - park, nr rej.: 570 z 20.06.1981

## Obecność w kulturze
Wieś Jajkowice została spopularyzowana przez utwór Kaza Bałagane "Poncz" z płyty "Książę Nieporządek" wydanej w 2016 roku. 